# Acellalis iridalis
Acellalis iridalis is een vlinder van de familie van de grasmotten (Crambidae). De wetenschappelijke naam van deze soort is voor het eerst voorgesteld door Arnold Pagenstecher in een publicatie uit 1884.
De soort komt voor in Indonesië (Ambon).